# Hakuna
Hakuna is een geslacht van vliesvleugeligen uit de familie Eulophidae. De wetenschappelijke naam van dit geslacht is voor het eerst geldig gepubliceerd in 2006 door Gumovsky & Boucek.

## Soorten
Het geslacht Hakuna is monotypisch en omvat slechts de volgende soort:
- Hakuna matata Gumovsky & Boucek, 2006